# The Dungeons

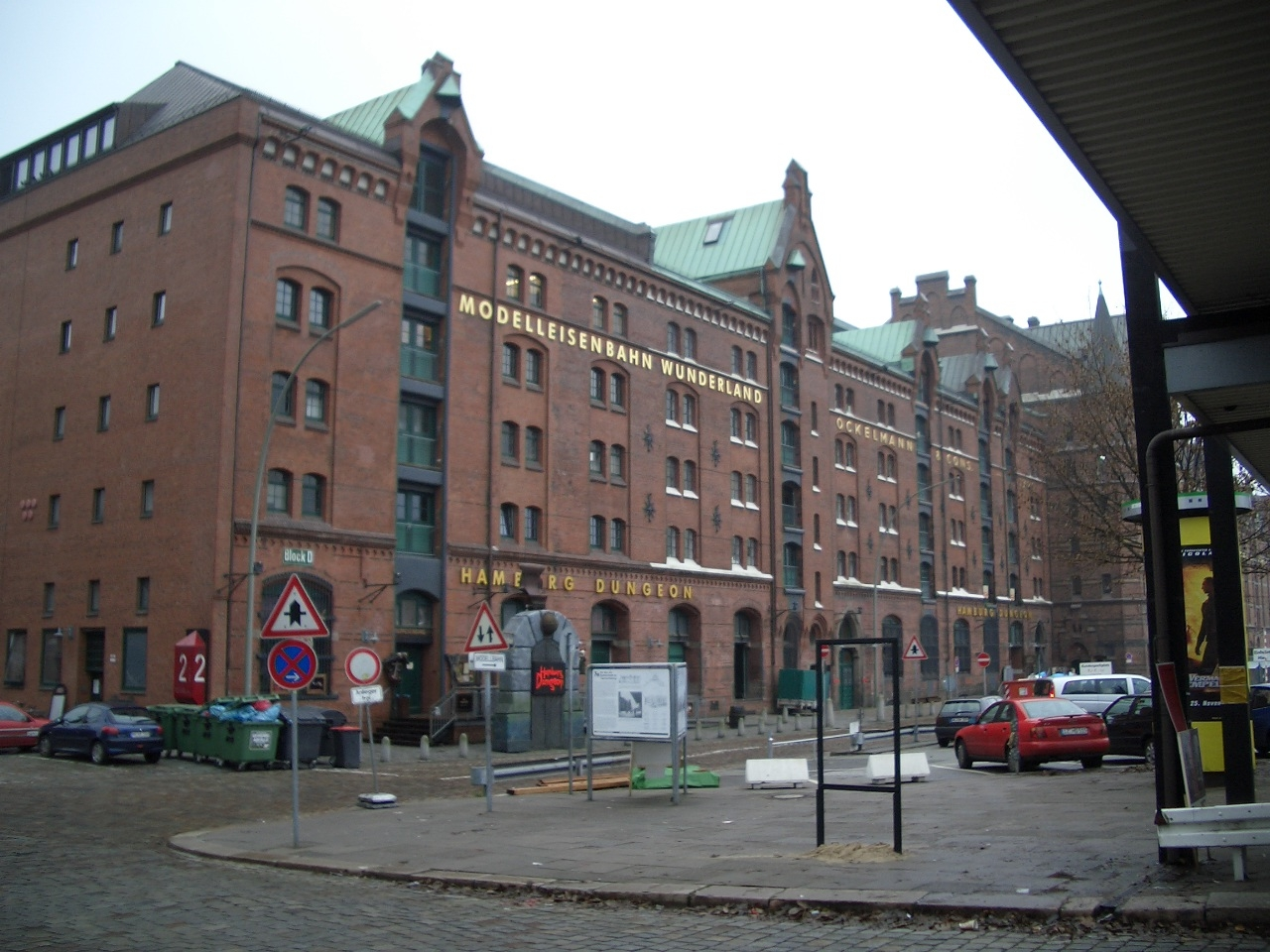
Das Dungeon in der Hamburger Speicherstadt.

The Dungeons ist eine Reihe von Touristenattraktionen der britischen Merlin Entertainments Group, die sich auf die düstere und gruselige Geschichte verschiedener Städte konzentrieren. Seit der Eröffnung des ersten Standorts, des London Dungeon, im Jahr 1974 hat sich das Konzept auf mehrere Städte in Europa und darüber hinaus ausgeweitet. Die Attraktionen kombinieren Schauspiel, Spezialeffekte und interaktive Elemente, um Besucher durch historische Ereignisse wie Pest, Folter und berüchtigte Verbrechen zu führen. Heute betreibt Merlin Dungeons in Städten wie Edinburgh, York und Amsterdam, wobei jede Attraktion lokal angepasste Geschichten und Themen bietet.

## Geschichte
Die Geschichte von The Dungeons beginnt mit dem London Dungeon, der ersten Attraktion dieser Art, die 1974 von Annabel Geddes als kleine Ausstellung über die schaurige Geschichte Londons eröffnet wurde. Ursprünglich zeigte es statische Darstellungen historischer Figuren wie Boudicca und Thomas Becket, mit einem Fokus auf Londons dunkle Vergangenheit. In den späten 1980er- und frühen 1990er-Jahren, unter der Leitung der Kunick Leisure Group, entwickelte sich die Attraktion weiter und bot Walkthrough-Shows wie das Große Feuer von London und Jack the Ripper an, was einen Wandel zu einem interaktiveren, theatralischen Erlebnis markierte.
Im Jahr 1992 erwarb Vardon Attractions den London Dungeon und den York Dungeon, der bereits 1986 eröffnet worden war. Vardon Attractions wurde 1999 durch einen Management-Buy-out zur Merlin Entertainments Group umfirmiert. Merlin erkannte das Potenzial dieser ungewöhnlichen Mischung aus Grusel, Humor und Geschichte und entwickelte das Konzept weiter. Aus dem statischen Museum wurde ein dynamisches Erlebnis mit Live-Schauspielern, Spezialeffekten und Fahrgeschäften, das die Besucher mitten ins Geschehen versetzte. Nach dem Erfolg des London Dungeon expandierte Merlin das Konzept in andere Städte, beginnend mit dem York Dungeon und gefolgt von weiteren Standorten wie Hamburg (2000), Edinburgh (2000) und später Berlin (2013).
Das London Dungeon zog im Jahr 2013 von seinem ursprünglichen Standort nach County Hall am South Bank, wo es mit verbesserten Attraktionen und Erlebnissen weiterbetrieben wird. Diese Veränderung kostete 20 Millionen Pfund (31 Millionen Euro) und umfasste 19 Shows, 20 Schauspieler und 2 Fahrgeschäfte.

## Konzept
„The Dungeons“ sind keine klassischen Freizeitparks oder Museen, sondern gehören zu den sogenannten Gateway-Attraktionen von Merlin – kompakte, meist in Innenräumen gelegene Erlebnisse, die sich in Stadtzentren befinden und Besucher für etwa ein bis zwei Stunden in eine andere Welt entführen. Jede Dungeon-Attraktion ist auf die lokale Geschichte des jeweiligen Standorts zugeschnitten und erzählt wahre Begebenheiten, oft mit einem Augenzwinkern und einer Prise schwarzem Humor.
Die Besucher werden durch eine Reihe von Shows geführt, die von Schauspielern dargestellt werden. Diese Shows beleben historische Figuren und Ereignisse, wie etwa die Hinrichtung des Piraten Klaus Störtebeker im Hamburg Dungeon, die Schrecken der Pest im London Dungeon oder die Hexenprozesse im Edinburgh Dungeon. Die Kulissen sind detailreich gestaltet, und Effekte wie Nebel, Geräusche und sogar Gerüche verstärken das immersive Erlebnis. Viele Standorte bieten zudem Fahrgeschäfte wie den Indoor-Freifallturm im Hamburg Dungeon oder die Wasserbahn „Traitor – Boat Ride to Hell“ im London Dungeon, die für zusätzlichen Nervenkitzel sorgen.

## Expansion
Mit der Übernahme durch Merlin Entertainments wuchs die Dungeon-Reihe stetig. Heute gibt es neun Dungeons weltweit, darunter Standorte in Großbritannien (London, Edinburgh, York, Blackpool, Alton Towers, Warwick Castle), Deutschland (Hamburg, Berlin) und den Niederlanden (Amsterdam). In der Vergangenheit gab es je einen Standort in den USA (San Francisco) und China (Shanghai). Jede Attraktion bleibt einzigartig, indem sie lokale Geschichten und Persönlichkeiten hervorhebt, während sie den typischen Dungeon-Stil aus Grusel, Spaß und interaktiver Unterhaltung beibehält.
Merlin Entertainments nutzt die Popularität der Dungeons, indem sie diese Attraktionen häufig mit anderen sogenannten „Gateway-Attraktionen“ kombinieren, um ein umfassendes Erlebnis für Besucher zu schaffen. In vielen Städten wie London, Edinburgh oder Blackpool werden die Dungeons mit nahegelegenen Merlin-Angeboten wie Madame Tussauds, Sea Life oder der Eye Marke verknüpft, oft durch Kombitickets oder gemeinsame Marketingkampagnen. Diese Strategie zielt darauf ab, Touristen und Einheimische gleichermaßen anzulocken, indem sie die Möglichkeit erhalten, an einem Tag mehrere Attraktionen zu erleben.

## Standorte und Themen

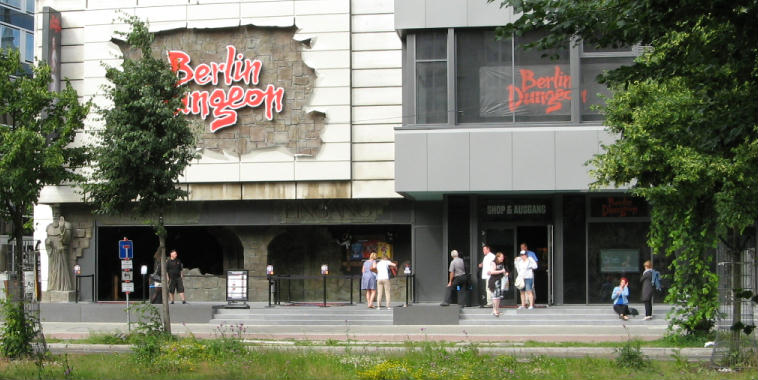
Das Berliner Dungeon

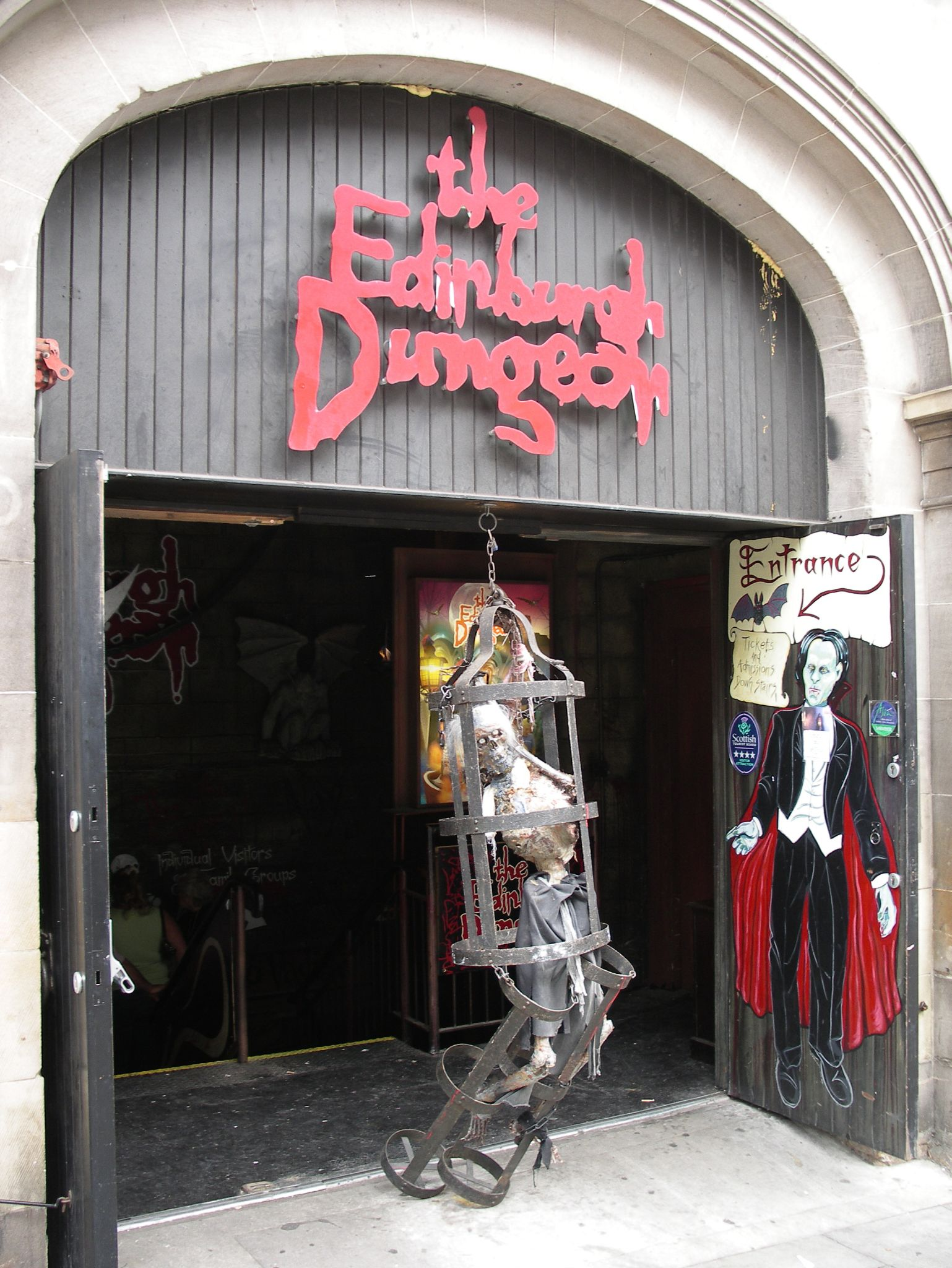
Edinburgh Dungeon

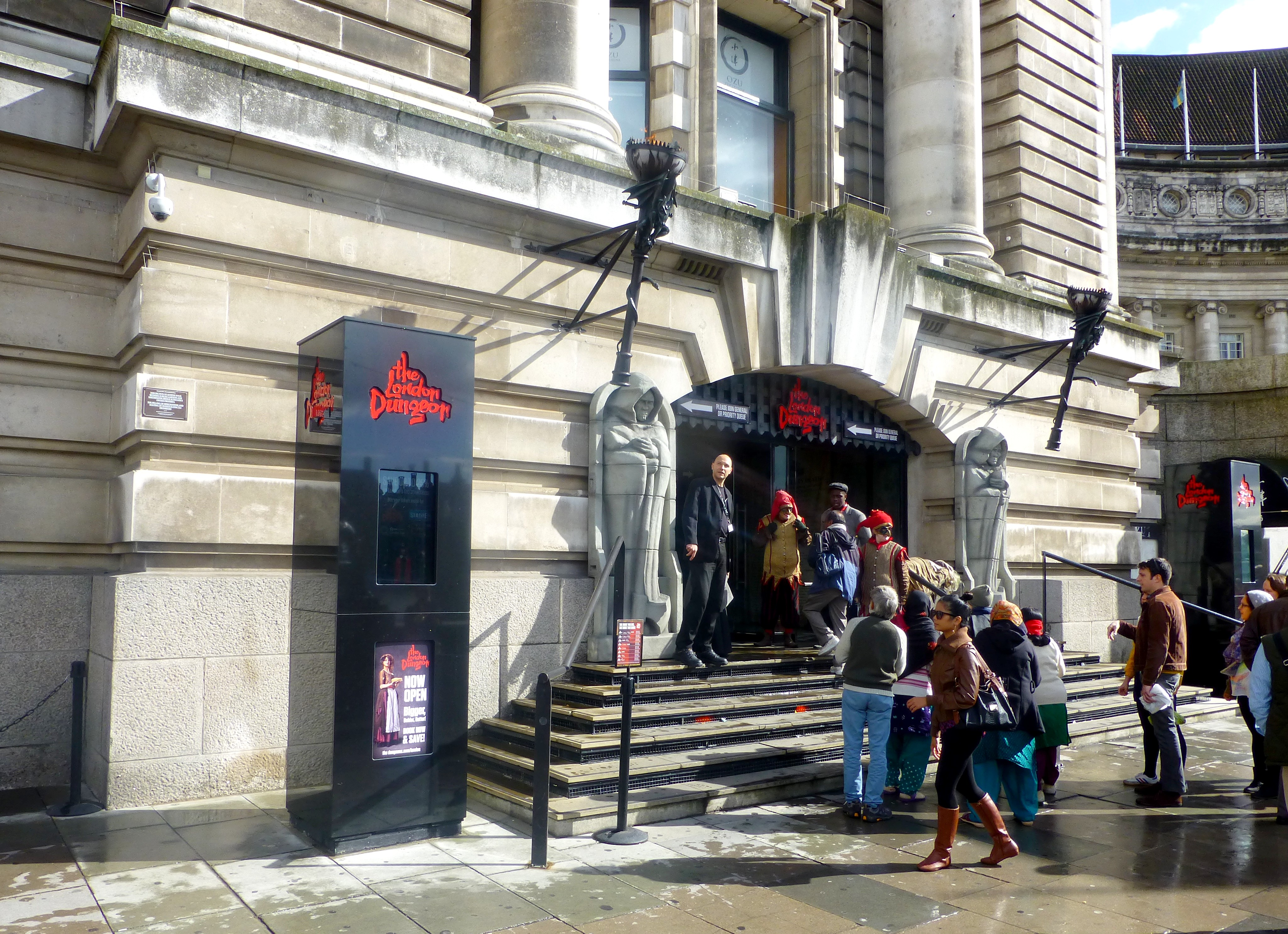
London Dungeon

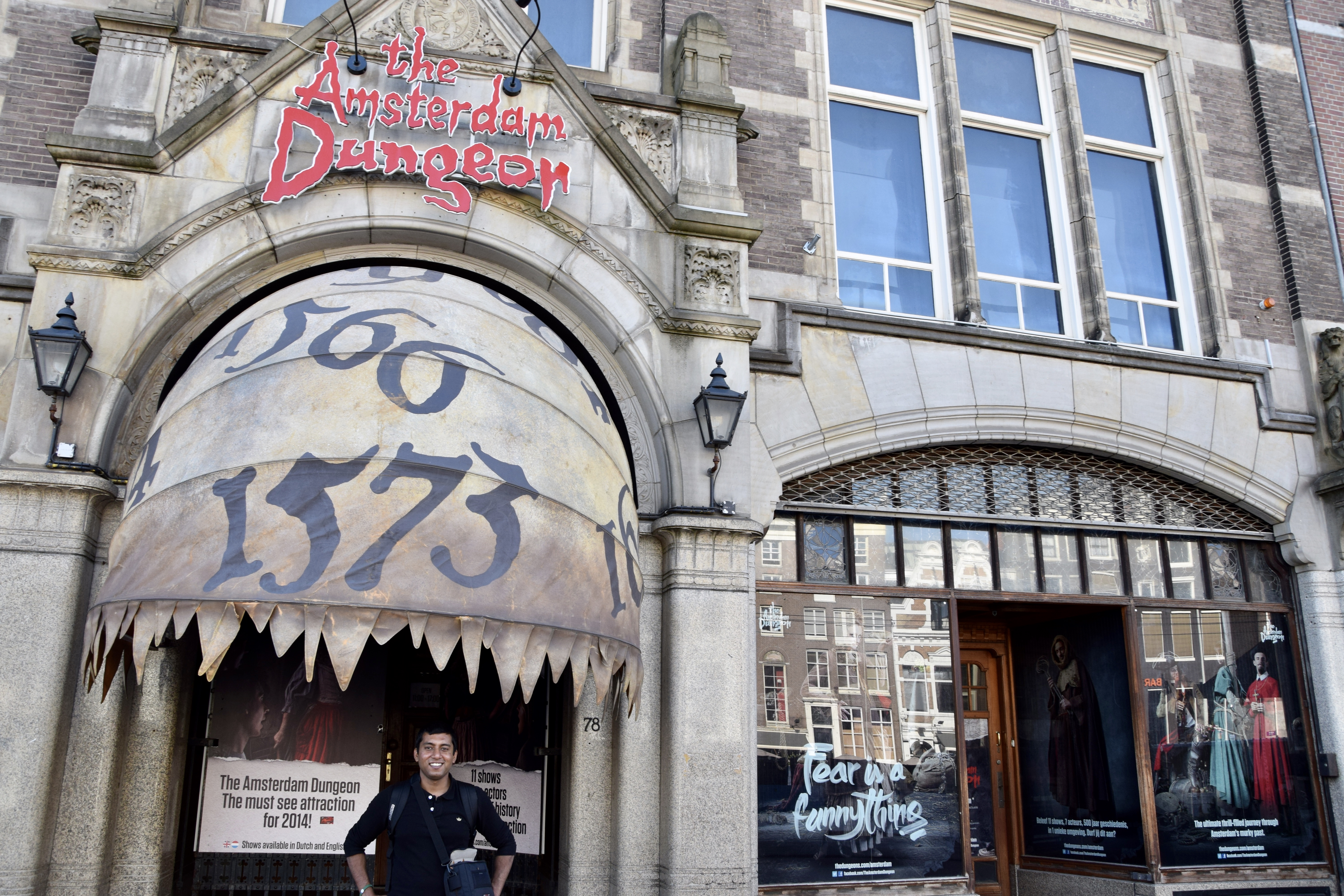
Amsterdam Dungeon

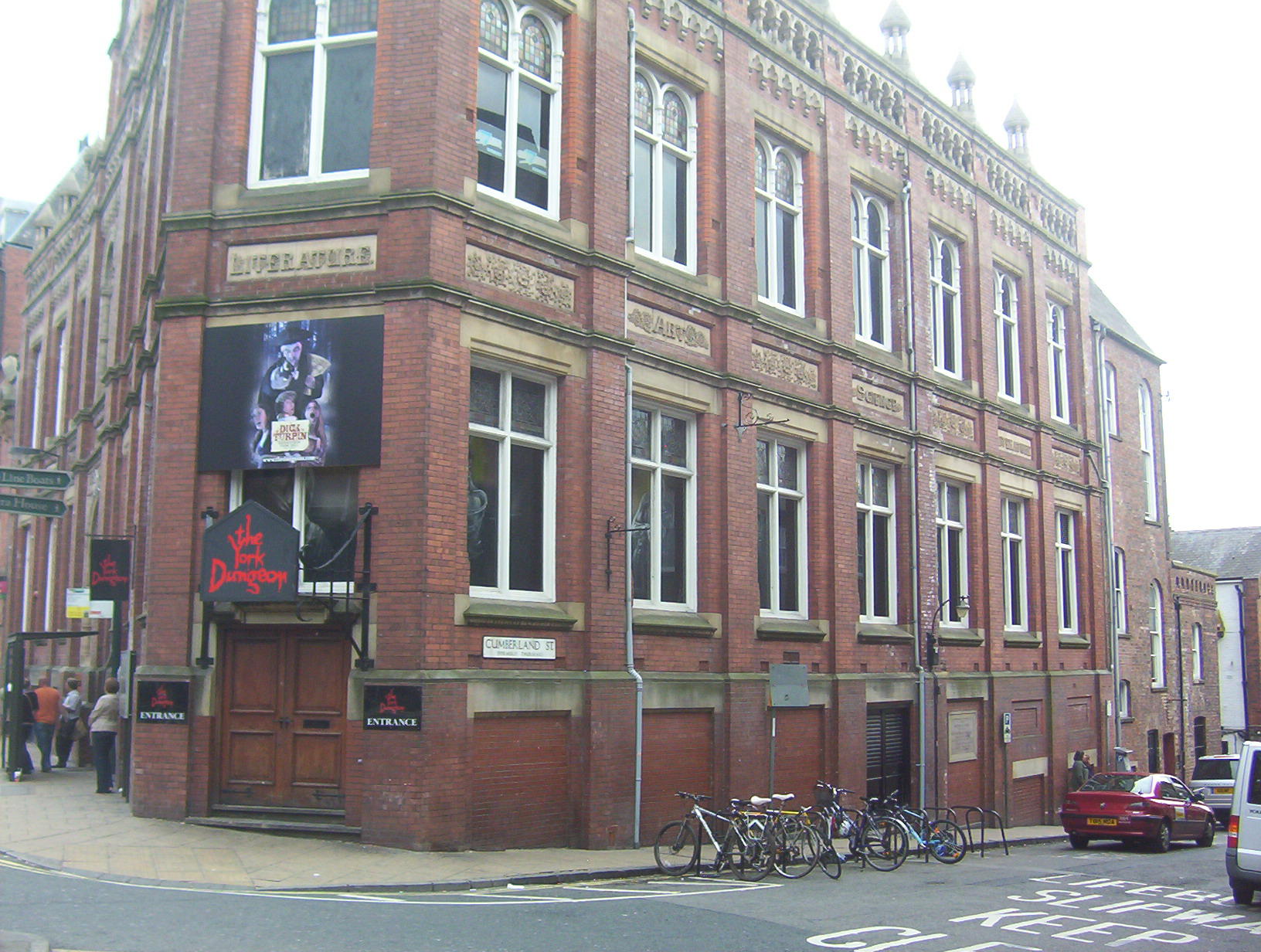
York Dungeon

### Deutschland
Das Hamburg Dungeon entstand im Jahr 2000 in der Hamburger Speicherstadt, als die Dungeon Deutschland GmbH ein Gebäude mit einem Investitionsvolumen von zehn Millionen Mark (inflationsbereinigt in Euro: 8 Millionen Euro) in ein mittelalterliches Horrorkabinett verwandelte. Mit aufwendigen Spezialeffekten, 300 Lautsprechern und 15 Kilometern Kabel wurde die Attraktion nach dem Vorbild des London Dungeon gestaltet. Ab dem 3. Mai 2000 konnten Besucher die düstere Geschichte der Hansestadt erleben, begleitet von Schauspielern, die in einer bis zu zweistündigen Führung schaurige Szenen wie den Brand von 1842 oder die Hinrichtung von Klaus Störtebeker darstellten.
Das Berlin Dungeon wurde im Frühjahr 2013 an der Spandauer Straße 2 in Berlin-Mitte, zwischen Hackeschem Markt und Alexanderplatz, eröffnet. Die britische Merlin Entertainments Group, die in Berlin bereits das Madame Tussauds Wachsfigurenkabinett, das Sea Life Aquarium und das Legoland Discovery Centre betreibt, investierte 15 Millionen Euro (inflationsbereinigt: 19 Millionen Euro) in das Projekt. Auf 2500 Quadratmetern bietet die Attraktion neun historisch gestaltete Räume, in denen 30 Schauspieler die Besucher durch 700 Jahre düstere Berliner Geschichte führen – vom 13. bis ins 19. Jahrhundert. Zu den dargestellten Figuren und Ereignissen zählen die Weiße Frau, ein Geist, der seit 1598 mit dem Tod Hohenzollernherrschern in Verbindung gebracht wird, Pestopfer und der Serienmörder Carl Großmann, der in den 1920er-Jahren zahlreiche Frauen tötete und zerstückelte.
| Standort | Eröffnung    | Themen / Shows | Standort | Eröffnung        | Themen / Shows |
| -------- | ------------ | --- | -------- | ---------------- | --- |
| Hamburg  | 20. Mai 2000 | Regulär: - Fahrstuhl des Grauens - Die alte Bibliothek der dunklen Geschichte - Kammer der Qualen (Folter) - Großer Brand von 1842 - Die Inquisition - Das Labyrinth der verlorenen Seelen - Pestkrankenhaus - Klaus Störtebeker und Piraterie - Maria Katharina Wächter (Die Axtmörderin) - Sturmflut von 1717 (Bootsfahrt) - Santa Fu (Gefängnis Fuhlsbüttel) - Drop Dead (Freifallturm; zuvor als Extremis: Sturz in die Hölle) Saisonale Shows: - Der Wunderheiler (Alchemisten) - Exorzismus - Aufstand der Kaffeeverleserinnen - Die Toten von Kirchhoff - Der Fluch des Klabautermanns - Kadaverrevolte 1919 Ehemalige reguläre Shows: - Zuchthaus an der Alster - Moorleichen – keiner hört dein Schreien | Berlin   | 16. Februar 2013 | Regulär: - Fahrstuhl des Grauens (Hofnarr) - Großer Brand 1380 - Flucht auf der Spree (Bootsfahrt von abc Rides) - Pest in Berlin (1576) - Catharina Selchow - Geheimes Gericht (Hexenverfolgung) - Labyrinth der Hohenzollern - Die weiße Frau - Carl Großmann (Serienmörder) - Kriege und Unruhen - Freier Fall (Freifallturm) Saisonale Shows: - Geheimtrakt 13 (Nervenheilanstalt) - Codeword „Lili“ (Magnus Hirschfeld) - Royales Rendezvous (König Friedrich der II.) - Revolution (1848) - Mörderische Mama (Charlotte Sophie Henriette Meyer) - Friedhof der Namenlosen (Minna Braun) - Zirkus der Grausamkeiten |

### Vereinigtes Königreich
| Standort  | Eröffnung          | Themen / Shows | Standort       | Eröffnung     | Themen / Shows |
| --------- | ------------------ | --- | -------------- | ------------- | --- |
| London    | 15. September 1974 | - Der Abstieg - Conspirators Walk - Guy Fawkes' Gunpowder Plot - Folterkammer - Pesthaus - Der Pestdoktor - Fluch der Hexe - Mrs Lovett's Pie Shop - Sweeney Todd - Mitre Square - Whitechapel Labyrinth - Jack The Ripper - Gerichtssaal - Drop Dead (Freifallturm) - Taverne | York           | 31. März 1986 | - York Minster - Die Rache der Wikinger - Pestarzt - Stadtgespenster - Guy Fawkes - Folterkammer - Gerichtssaal - Exekution - Fluch der Hexe - Dick Turpin |
| Blackpool | 28. Mai 2011       | - Abstieg - Dunkle Kapelle - Pestarzt - Der Folterer - Gerichtssaal - Labyrinth - Rache der Hexe - Skippool-Schmuggler - Pendle-Hexen - Drop Dead (Freifallturm) - Red Lion Pub                                                                                                | Warwick Castle | 17. März 2018 | - Schwarzer Narr - Dunkle Kapelle - Pestgrube - Pestarzt - Folterer - Wachtmeister von Warwick Castle - Das Labyrinth der verlorenen Seelen - Exekution    |
| Edinburgh |                    | - Der Gerichtssaal - Hexenurteil - Folterkammer - Kannibalen-Höhle - Das Anatomische Theater - Burke & Hare: Geschäft mit dem Mord - Mary King's Close - Schlossgeister - Drop Dead: Galgen auf dem Grassmarket (Freifallturm) - Edinburghs Gewölbe (Labyrinth)                |                |               | |

### Niederlande
| Standort  | Eröffnung          | Themen / Shows |
| --------- | ------------------ | --- |
| Amsterdam | 23. September 2005 | - Der Abstieg - Der Foltermeister - Der Fliegende Holländer - Das Anatomische Theater - Die spanische Inquisition - Hexenverbrennung - Wald der Toten - Mord auf dem Zeedijk Frühere Attraktionen: - Reaper, Drop ride to doom! (Mack Rides E-Motion Coaster) |

### Frühere Standorte
| Standort      | Eröffnung     | Schließung   | Themen / Shows | Standort | Eröffnung       | Schließung | Themen / Shows |
| ------------- | ------------- | ------------ | --- | -------- | --------------- | ---------- | --- |
| San Francisco | 27. Juni 2014 | 2022         | - Der Abstieg (Colonel Jack Gamble) - Gold Rush Creek (Goldfieber in den USA) - Verlorene Minen von Sutter's Mill (Goldfieber) - Gangs von San Francisco (Hounds Gang) - Gericht von San Francisco - Miss Piggott's Saloon - Die Geister von Alcatraz - Flucht von Alcatraz (Freifallturm) | Shanghai | 6. Oktober 2018 | 2024       | - Gruß des Straßenhändlers - Alte Shanghai-Legende - Verteidigung von Shanghai - Epidemie-Klinik - Geheimnisvolle Gasse - Verschwundene Truppe - Wahrsagerin - Wette an der Dockbar - Letzte Falle - Freifallturm |
| Alton Towers  | 23. März 2019 | 3. Juli 2024 | - Der Richter - Der Schwarze Fluss - The Traitors welcome - Folterer - Wegelagerer - Pestarzt - Der Spuk |          |                 |            | |